# Chaos A.D.
«Chaos A.D.» — п'ятий альбом Sepultura випущений 2 вересня 1993-го року. На відміну від попереднього знаменний зміною стилістики. Належить до класики груву. 

## Список композицій
| #   | Назва                             | Тривалість |
| --- | --------------------------------- | ---------- |
| 1.  | «Refuse/Resist»                   | 03:19      |
| 2.  | «Territory»                       | 04:47      |
| 3.  | «Slave New World»                 | 02:54      |
| 4.  | «Amen»                            | 04:27      |
| 5.  | «Kaiowas» (інструментальна)       | 03:43      |
| 6.  | «Propaganda»                      | 03:32      |
| 7.  | «Biotech Is Godzilla»             | 01:52      |
| 8.  | «Nomad»                           | 04:58      |
| 9.  | «We Who Are Not as Others»        | 03:42      |
| 10. | «Manifest»                        | 04:46      |
| 11. | «The Hunt» (New Model Army cover) | 03:59      |
| 12. | «Clenched Fist»                   | 04:57      |

| Перевидання на CD 1993 містило бонус-трек: | Перевидання на CD 1993 містило бонус-трек: | Перевидання на CD 1993 містило бонус-трек: |
| #                                          | Назва                                      | Тривалість                                 |
| ------------------------------------------ | ------------------------------------------ | ------------------------------------------ |
| 13.                                        | «Polícia» (переспів Titãs)                 | 01:48                                      |

## Склад на момент запису
- Макс Кавалера — вокал, клавішні
- Андреас Кіссер — гітара
- Пауло мл. — бас
- Ігор Кавалера — ударні